# Stöckendrebber
Die Ortschaft Stöckendrebber ist der nördlichste Stadtteil von Neustadt am Rübenberge in der niedersächsischen Region Hannover. Stöckendrebber gehört zur Ortschaft Mandelsloh.

## Geografie
Das Dorf Stöckendrebber liegt dicht am Fluss Leine und ist über die L 191 mit dem Kern der Stadt verbunden.

## Geschichte

Karte von Stöckendrebber und Umland (1791)

Eine urkundliche Erwähnung des Ortes unter dem Namen Triburin liegt für das Jahr 988 vor. Stöckendrebber gehörte im 18. und 19. Jahrhundert zur Vogtei Stöcken (dem heutigen Niedernstöcken) mit den Dörfern Esperke, Klein Grindau, Norddrebber, Vesbeck und Warmeloh. Die Vogtei war deckungsgleich mit dem Kirchspiel Stöcken.
Am 1. März 1974 wurde Stöckendrebber in die Stadt Neustadt am Rübenberge eingegliedert.
Einwohnerentwicklung
- 1768: 231 Einwohner[6]
- 1852: 281 Einwohner[6]
- 1910: 265 Einwohner[7]
- 1933: 206 Einwohner[8]
- 1950: 450 Einwohner[9][10]
- 1956: 334 Einwohner[10]
- 1961: 295 Einwohner[5]
- 1970: 305 Einwohner[5]
- 2011: 377 Einwohner
- 2016: 320 Einwohner[1]
- 2020: 322 Einwohner[11]
- 2023: 328 Einwohner[12]
- 2024: 319 Einwohner[2]

## Politik

### Ortsrat
Der gemeinsame Ortsrat von Mandelsloh, Amedorf, Brase/Dinstorf, Evensen, Lutter, Niedernstöcken, Stöckendrebber und Welze setzt sich aus drei Ratsfrauen und acht Ratsherren zusammen. Im Ortsrat befinden sich zusätzlich 19 beratende Mitglieder.
Sitzverteilung:
- SPD: 4 Sitze
- CDU: 3 Sitze
- UWG-NRÜ: 3 Sitze
- Piraten: 1 Sitz

(Stand: Kommunalwahl 11. September 2016)

### Ortsbürgermeister
Der Ortsbürgermeister ist Günter Hahn (UWG NRÜ). Sein Stellvertreter ist Tillmann Zietz (CDU).

## Kultur und Sehenswürdigkeiten
Baudenkmale
→ Siehe: Liste der Baudenkmale in Stöckendrebber

## Persönlichkeiten
Söhne und Töchter des Ortes
- Friedrich Hambrock (1890–1985), Pastor und Missionsvorsteher der Siebenten-Tags-Adventisten